# Hypodermellina ruborum
Hypodermellina ruborum — вид грибів, що належить до монотипового роду  Hypodermellina.